# Athrotaxidoideae
Athrotaxidoideae is de botanische naam van een onderfamilie uit de cipresfamilie (Cupressaceae).

## Soorten
- geslacht Athrotaxis
  - Athrotaxis cupressoides
  - Athrotaxis selaginoides
  - Athrotaxis laxifolia